# Сезар (кінопремія, 2007)

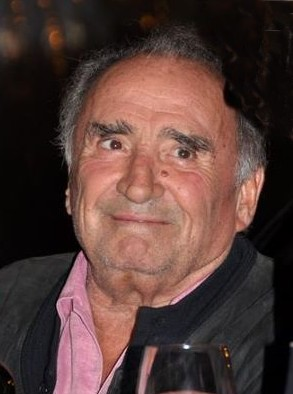
Президент 32-ї церемонії «Сезара» Клод Брассер

32-га церемонія вручення нагород премії «Сезар» Академії мистецтв та технологій кінематографа за заслуги у царині французького кінематографу за 2006 рік відбулася 24 лютого 2007 року в Театрі Шатле (Париж, Франція). Номінантів було оголошено 26 січня 2007 року.
Церемонія проходила під головуванням актора Клода Брассера, розпорядником та ведучим виступила акторка та співачка Валері Лемерсьє. Найкращим фільмом визнано стрічку Леді Чаттерлей режисера Паскаля Феррана.

## Статистика
Фільми, що отримали декілька номінацій:
| Фільм                                                                     | Номінації | Перемоги |
| ------------------------------------------------------------------------- | --------- | -------- |
| • Леді Чаттерлей / Lady Chatterley                                        | 9         | 5        |
| • Не кажи нікому / Ne le dis à personne                                   | 9         | 4        |
| • Патріоти / Indigènes                                                    | 9         | 1        |
| • Серця / Cœurs                                                           | 8         | —        |
| • Коли я був співаком / Quand j'étais chanteur                            | 7         | 1        |
| • Місця у партері / Fauteuils d'orchestre                                 | 5         | 1        |
| • Не хвилюйся, у мене все гаразд / Je vais bien, ne t'en fais pas         | 5         | 2        |
| • Агент 117: Каїр — шпигунське гніздо / OSS 117 : Le Caire, nid d'espions | 3         | 1        |
| • Асистентка / La Tourneuse de pages                                      | 3         | —        |
| • Ви такі прекрасні / Je vous trouve très beau                            | 3         | 1        |
| • Як одружитися і залишитися нежонатим / Prête-moi ta main                | 3         | —        |
| • Вибачте мене / Pardonnez-moi                                            | 2         | —        |
| • Каліфорнія / La Californie                                              | 2         | —        |
| • Прокляті дружби / Les Amitiés maléfiques                                | 2         | —        |
| • Тигрові загони / Les Brigades du Tigre                                  | 2         | —        |

## Список лауреатів та номінантів
★Переможців виділено окремим кольором.

### Основні категорії
| Категорії                        | Лауреати та номінанти | Лауреати та номінанти                                                                            |
| -------------------------------- | --- | ------------------------------------------------------------------------------------------------ |
| Найкращий фільм                  | ★ Леді Чаттерлей / Lady Chatterley (продюсер: Жиль Сандос, реж.: Паскаль Ферран)                                                                        | ★ Леді Чаттерлей / Lady Chatterley (продюсер: Жиль Сандос, реж.: Паскаль Ферран)                 |
| Найкращий фільм                  | • Патріоти / Indigènes (продюсер: Жан Бреа, реж.: Рашид Бушареб)                                                                                        |                                                                                                  |
| Найкращий фільм                  | • Не хвилюйся, у мене все гаразд (продюсер: Крістоф Россіньйон (Christophe Rossignon), реж.: Філіп Льоре)                                               |                                                                                                  |
| Найкращий фільм                  | • Не кажи нікому / Ne le dis à personne (продюсер: Ален Атталь (Alain Attal), реж.: Ґійом Кане)                                                         |                                                                                                  |
| Найкращий фільм                  | • Коли я був співаком / Quand j'étais chanteur (продюсери: Едуард Вейл (Édouard Weil), П'єр-Анж Ле Пожам (Pierre-Ange Le Pogam), реж.: Ксав'є Джаннолі) |                                                                                                  |
| Найкраща режисерська робота      | | • Ґійом Кане за фільм «Не кажи нікому»                                                           |
| Найкраща режисерська робота      | • Ален Рене — «Серця» |                                                                                                  |
| Найкраща режисерська робота      | • Рашид Бушареб — «Патріоти» |                                                                                                  |
| Найкраща режисерська робота      | • Філіп Льоре — «Не хвилюйся, у мене все гаразд» |                                                                                                  |
| Найкраща режисерська робота      | • Паскаль Ферран — «Леді Чаттерлей» |                                                                                                  |
| Найкращий актор                  | | • Франсуа Клюзе — «Не кажи нікому» (за роль Александра Бека)                                     |
| Найкращий актор                  | • Мішель Блан — «Ви такі прекрасні» (Je vous trouve très beau) (за роль Еме Піґрене)                                                                    |                                                                                                  |
| Найкращий актор                  | • Ален Шаба — «Як одружитись і залишитись неодруженим» (за роль Луї Коста)                                                                              |                                                                                                  |
| Найкращий актор                  | • Жерар Депардьє — «Коли я був співаком» (за роль Алена Моро)                                                                                           |                                                                                                  |
| Найкращий актор                  | • Жан Дюжарден — «Агент 117: Каїр — шпигунське гніздо» (за роль агента 117 Юбера Боніссера де ля Бата)                                                  |                                                                                                  |
| Найкраща акторка                 | | • Марина Гендс — «Леді Чаттерлей» (за роль Констанції «Коні» Чаттерлей)                          |
| Найкраща акторка                 | • Сесіль де Франс — «Місця у партері» (Fauteuils d'orchestre) (за роль Джессіки)                                                                        |                                                                                                  |
| Найкраща акторка                 | • Сесіль де Франс — «Коли я був співаком» (за роль Маріон)                                                                                              |                                                                                                  |
| Найкраща акторка                 | • Катрін Фро — «Асистентка» (за роль Аріани Фушекур) |                                                                                                  |
| Найкраща акторка                 | • Шарлотта Генсбур — «Як одружитися і залишитися нежонатим» (за роль Емми)                                                                              |                                                                                                  |
| Найкращий актор другого плану    | | • Кад Мерад — «Не хвилюйся, у мене все гаразд» (за роль Поля Тельє)                              |
| Найкращий актор другого плану    | • Данні Бун — «Дублер» (за роль Рішара) |                                                                                                  |
| Найкращий актор другого плану    | • Франсуа Клюзе — «Чотири зірки» (Quatre étoiles) (за роль Рене)                                                                                        |                                                                                                  |
| Найкращий актор другого плану    | • Андре Дюссольє — «Не кажи нікому» (за роль Жака Лорентена)                                                                                            |                                                                                                  |
| Найкращий актор другого плану    | • Гі Маршан — «Паризька історія» (Dans Paris) (за роль Мірко)                                                                                           |                                                                                                  |
| Найкраща акторка другого плану   | | • Валері Лемерсьє — «Місця у партері» (за роль Катрін Версен)                                    |
| Найкраща акторка другого плану   | • Крістін Кітті (Christine Citti) — «Коли я був співаком» (за роль Мішель)                                                                              |                                                                                                  |
| Найкраща акторка другого плану   | • Дані (Dani (artiste)) — «Місця у партері» (за роль Клоді)                                                                                             |                                                                                                  |
| Найкраща акторка другого плану   | • Мілен Демонжо — «Каліфорнія» (La Californie) (за роль Каті)                                                                                           |                                                                                                  |
| Найкраща акторка другого плану   | • Бернадетт Лафон — «Як одружитися і залишитися нежонатим» (за роль Женев'єви Коста)                                                                    |                                                                                                  |
| Найперспективніший актор         | | • Малік Зіді — «Прокляті дружби» (Les Amitiés maléfiques)                                        |
| Найперспективніший актор         | • Георгій Баблуані — «Тринадцять» |                                                                                                  |
| Найперспективніший актор         | • Радівойє Буквич (серб.) — «Каліфорнія» |                                                                                                  |
| Найперспективніший актор         | • Арі Елмале (Arié Elmaleh) — «Школа для усіх» (L'École pour tous)                                                                                      |                                                                                                  |
| Найперспективніший актор         | • Венсан Ротьє — «Пасажир» (Le Passager (film, 2005))                                                                                                   |                                                                                                  |
| Найперспективніший актор         | • Джеймс Тьєррі — «Прекрасна незгода» (Désaccord parfait)                                                                                               |                                                                                                  |
| Найперспективніша акторка        | | • Мелані Лоран — «Не хвилюйся, у мене все гаразд»                                                |
| Найперспективніша акторка        | • Дебора Франсуа — «Асистентка» |                                                                                                  |
| Найперспективніша акторка        | • Марина Гендс — «Леді Чаттерлей» |                                                                                                  |
| Найперспективніша акторка        | • Айса Майга (Aïssa Maïga) — «Бамако» (Bamako (film))                                                                                                   |                                                                                                  |
| Найперспективніша акторка        | • Майвенн — «Вибачте мене» (Pardonnez-moi) |                                                                                                  |
| Найкращий оригінальний сценарій  | | • Рашид Бушареб та Олів'є Лорель — «Патріоти»                                                    |
| Найкращий оригінальний сценарій  | • Крістофер Томпсон (Christopher Thompson) та Даніель Томпсон — «Місця у партері»                                                                       |                                                                                                  |
| Найкращий оригінальний сценарій  | • Ізабель Мерго (Isabelle Mergault) — «Ви такі прекрасні»                                                                                               |                                                                                                  |
| Найкращий оригінальний сценарій  | • Лоран Тюель (Laurent Tuel) та Крістоф Тюрпен — «Жан-Філіп» (Jean-Philippe (film))                                                                     |                                                                                                  |
| Найкращий оригінальний сценарій  | • Ксав'є Джаннолі — «Коли я був співаком» |                                                                                                  |
| Найкращий адаптований сценарій   | | • Роже Бобо (Roger Bohbot), Паскаль Ферран та П'єр Трівідік (Pierre Trividic) — «Леді Чаттерлей» |
| Найкращий адаптований сценарій   | • Жан-Мішель Рібе (Jean-Michel Ribes) — «Серця» |                                                                                                  |
| Найкращий адаптований сценарій   | • Олив'є Адам (Olivier Adam) та Філіп Льоре — «Не хвилюйся, у мене все гаразд»                                                                          |                                                                                                  |
| Найкращий адаптований сценарій   | • Ґійом Кане та Філіп Лефевр (Philippe Lefebvre (acteur)) — «Не кажи нікому»                                                                            |                                                                                                  |
| Найкращий адаптований сценарій   | • Жан-Франсуа Алін (Jean-François Halin) та Мішель Азанавічус — «Агент 117: Каїр — шпигунське гніздо»                                                   |                                                                                                  |
| Найкраща музика до фільму        | | • Матьє Шедід за музику до фільму «Не кажи нікому»                                               |
| Найкраща музика до фільму        | • Габріель Яред — «Азур і Азмар» |                                                                                                  |
| Найкраща музика до фільму        | • Марк Сноу — «Серця» |                                                                                                  |
| Найкраща музика до фільму        | • Арман Амар — «Патріоти» |                                                                                                  |
| Найкраща музика до фільму        | • Жером Лемоньє (Jérôme Lemonnier) — «Асистентка» |                                                                                                  |
| Найкращий монтаж                 | ★Ерве Де Люс (Hervé de Luze) — «Не кажи нікому» | ★Ерве Де Люс (Hervé de Luze) — «Не кажи нікому»                                                  |
| Найкращий монтаж                 | • Ерве Де Люс — «Серця» |                                                                                                  |
| Найкращий монтаж                 | • Сільві Ландра (Sylvie Landra) — «Місця у партері» |                                                                                                  |
| Найкращий монтаж                 | • Яннік Керґоа — «Патріоти» |                                                                                                  |
| Найкращий монтаж                 | • Мартін Джордано (Martine Giordano) — «Коли я був співаком»                                                                                            |                                                                                                  |
| Найкраща операторська робота     | | • Жульєн Ірш (Julien Hirsch) — «Леді Чаттерлей»                                                  |
| Найкраща операторська робота     | • Ерік Готьє — «Серця» |                                                                                                  |
| Найкраща операторська робота     | • Патрік Блосьє (Patrick Blossier) — «Патріоти» |                                                                                                  |
| Найкраща операторська робота     | • Крістоф Оффенштейн — «Не кажи нікому» |                                                                                                  |
| Найкраща операторська робота     | • Гійом Шифман — «Агент 117: Каїр — шпигунське гніздо»                                                                                                  |                                                                                                  |
| Найкращі декорації               | ★ Маамар Еш-Шейх (Maamar Ech-Cheikh) — «Агент 117: Каїр — шпигунське гніздо»                                                                            | ★ Маамар Еш-Шейх (Maamar Ech-Cheikh) — «Агент 117: Каїр — шпигунське гніздо»                     |
| Найкращі декорації               | • Жан-Люк Рауль — «Тигрові загони» (Les Brigades du Tigre (film))                                                                                       |                                                                                                  |
| Найкращі декорації               | • Жак Солньє — «Серця» |                                                                                                  |
| Найкращі декорації               | • Домінік Дуре — «Патріоти» |                                                                                                  |
| Найкращі декорації               | • Франсуа-Рено Лабарт — «Леді Чаттерлей» |                                                                                                  |
| Найкращі костюми                 | ★ Марі-Клод Алто — «Леді Чаттерлей» | ★ Марі-Клод Алто — «Леді Чаттерлей»                                                              |
| Найкращі костюми                 | • П'єр-Жан Ларрок (Pierre-Jean Larroque) — «Тигрові загони»                                                                                             |                                                                                                  |
| Найкращі костюми                 | • Джекі Буден — «Серця» |                                                                                                  |
| Найкращі костюми                 | • Мішель Ріше — «Патріоти» |                                                                                                  |
| Найкращі костюми                 | • Шарлотта Давид — «Агент 117: Каїр — шпигунське гніздо»                                                                                                |                                                                                                  |
| Найкращий звук                   | ★ Габріель Гафнер та Франсуа Мюсі — «Коли я був співаком»                                                                                               | ★ Габріель Гафнер та Франсуа Мюсі — «Коли я був співаком»                                        |
| Найкращий звук                   | • Жан-Марі Блондель, Тома Дежонкер (фр.) та Жерар Ламп (Gérard Lamps) — «Серця»                                                                         |                                                                                                  |
| Найкращий звук                   | • Тома Годер, Олів'є Еспель, Франк Рубіо і Олів'є Вальчак — «Патріоти»                                                                                  |                                                                                                  |
| Найкращий звук                   | • Жан Жак Ферран, Жан-П'єр Лафорс та Ніколя Моро — «Леді Чаттерлей»                                                                                     |                                                                                                  |
| Найкращий звук                   | • П'єр Ґаме (Pierre Gamet), Жан Гудьє та Жерар Лампс — «Не кажи нікому»                                                                                 |                                                                                                  |
| Найкращий дебютний фільм         | ★ «Ви такі прекрасні» — реж.: Ізабель Мерго, продюсер: Жан-Луї Ліві (Jean-Louis Livi)                                                                   | ★ «Ви такі прекрасні» — реж.: Ізабель Мерго, продюсер: Жан-Луї Ліві (Jean-Louis Livi)            |
| Найкращий дебютний фільм         | • «Тринадцять» — реж.: Гела Баблуані |                                                                                                  |
| Найкращий дебютний фільм         | • «Фрагменти Антоніна» (Les Fragments d'Antonin) — реж.: Габріель Ле Бомін (Gabriel Le Bomin)                                                           |                                                                                                  |
| Найкращий дебютний фільм         | • «Злий намір» (Mauvaise Foi) — реж.: Рошді Зем |                                                                                                  |
| Найкращий дебютний фільм         | • «Вибачте мене» — реж.: Майвенн |                                                                                                  |
| Найкращий документальний фільм   | ★ У шкірі Жака Ширака / Dans la peau de Jacques Chirac (реж.: Карл Зеро та Мішель Ройєр)                                                                | ★ У шкірі Жака Ширака / Dans la peau de Jacques Chirac (реж.: Карл Зеро та Мішель Ройєр)         |
| Найкращий документальний фільм   | • Донька судді / La fille du juge (реж.: Вільям Карел)                                                                                                  |                                                                                                  |
| Найкращий документальний фільм   | • Говорить Нажак: Земля, прийом / Ici Najac, à vous la terre (реж.: Жан-Анрі Мюньє)                                                                     |                                                                                                  |
| Найкращий документальний фільм   | • Там / Là-bas' (реж.: Шанталь Акерман) |                                                                                                  |
| Найкращий документальний фільм   | • Зідан: Портрет 21-го століття / Zidane, un portrait du xxie siècle (реж.: Дуглас Гордон та Філіп Паррено)                                             |                                                                                                  |
| Найкращий короткометражний фільм | ★ Хороших снів / Fais de beaux rêves (реж.: Мерілін Канто)                                                                                              | ★ Хороших снів / Fais de beaux rêves (реж.: Мерілін Канто)                                       |
| Найкращий короткометражний фільм | • Цукерка з перцем / Bonbon au poivre (реж.: Марк Фітуссі)                                                                                              |                                                                                                  |
| Найкращий короткометражний фільм | • Урок гри на гітарі / La leçon de guitare (реж.: Мартин Ріт)                                                                                           |                                                                                                  |
| Найкращий короткометражний фільм | • Le Mammouth Pobalski (реж.: Жак Міч) |                                                                                                  |
| Найкращий короткометражний фільм | • Жалюзі / Les volets (реж.: Льєс Букітін) |                                                                                                  |
| Найкращий фільм іноземною мовою  | США ★ Маленька міс Щастя / Little Miss Sunshine (США, реж. Джонатан Дейтон та Валері Феріс)                                                             | США ★ Маленька міс Щастя / Little Miss Sunshine (США, реж. Джонатан Дейтон та Валері Феріс)      |
| Найкращий фільм іноземною мовою  | США • Вавилон / Babel (США, Мексика, реж. Алехандро Гонсалес Іньярріту)                                                                                 |                                                                                                  |
| Найкращий фільм іноземною мовою  | США • Горбата гора / Brokeback Mountain (США, реж. Енг Лі)                                                                                              |                                                                                                  |
| Найкращий фільм іноземною мовою  | Велика Британія • Королева / The Queen (Велика Британія, реж. Стівен Фрірз)                                                                             |                                                                                                  |
| Найкращий фільм іноземною мовою  | Іспанія • Повернення / Volver (Іспанія, реж. Педро Альмодовар)                                                                                          |                                                                                                  |

### Спеціальні нагороди
| Нагорода         | Лауреати   | Лауреати       |
| ---------------- | ---------- | -------------- |
| Почесний «Сезар» |            | ★ Марлен Жобер |
| Почесний «Сезар» | ★ Джуд Лоу |                |